# J. League 1997
La temporada de 1997 de la J. League fue la quinta temporada celebrada del campeonato profesional de Japón. Tuvo lugar desde el 12 de abril hasta el 13 de diciembre de 1997. Contó con 17 equipos participantes, y se regresó a un sistema de dos rondas con una final donde se decidiría el vencedor de liga.

## Ascensos y descensos
| Pos | Ascendidos de la Japan Football League 1996 |
| --- | ------------------------------------------- |
| 2.º | Vissel Kobe                                 |

| Descendidos en la temporada 1996 |
| -------------------------------- |
| No hubo                          |

- De esta manera, el número de participantes aumentó a 17.

## Sistema del campeonato
La edición contó con 17 participantes; los 16 del campeonato de 1996 y un club nuevo de la Japan Soccer League que había pasado a ser profesional, el Vissel Kobe. Este club había quedado en segunda posición de la JSL por detrás del Honda F.C., pero el equipo de Hamamatsu no pudo ascender al no cumplir los criterios para poder ser profesional.
| - Avispa Fukuoka - Bellmare Hiratsuka - Cerezo Osaka - JEF United Ichihara - Gamba Osaka - Júbilo Iwata - Kashima Antlers - Kashiwa Reysol - Kyoto Purple Sanga |  | - Nagoya Grampus Eight - Sanfrecce Hiroshima - Shimizu S-Pulse - Urawa Red Diamonds - Verdy Kawasaki - Vissel Kobe - Yokohama Flügels - Yokohama Marinos |

En 1997 se regresó a un sistema de dos rondas similar al de la J. League 1993, pero con variaciones que lo hacían más similar a los Torneos Apertura y Clausura de varias ligas sudamericanas. Había dos rondas a una sola vuelta por lo que cada equipo jugaba un mínimo de 32 partidos, y cada jornada descansaba un club. En caso de haber un vencedor en cada ronda se disputaría una final a ida y vuelta por el campeonato de Liga, pero si el equipo quedaba líder en las dos rondas no se disputaba. El método de torneo se mantuvo hasta la temporada 2005.
También se cambió el sistema de puntuación, eliminando el punto al perdedor en penaltis y cambiando las puntuaciones según el modo en que se conseguía la victoria. Si un equipo ganaba en los 90 minutos de partido se llevaba 3 puntos. Si ganaba en la prórroga a gol de oro, obtenía 2 puntos. Y si ganaba en los penaltis, conseguía solo 1 punto. El perdedor se quedaba con cero puntos, independientemente del momento en que caía derrotado. Este sistema se mantuvo en siete ediciones.

## Desarrollo
La liga de 1997 comenzó con un descenso de espectadores que se acentuó en la temporada siguiente, y una pérdida de interés por parte de los medios de comunicación. Los equipos, que empezarían a sufrir esos problemas de forma económica, trataron de volver a generar interés mediante el fichaje de jugadores extranjeros como Julio Salinas (Yokohama Marinos), Txiki Begiristain (Urawa Red Diamonds) o Patrick Mboma (Gamba Osaka) entre otros. La estructura del campeonato profesional volvió a cambiar por una de dos rondas y final, y los partidos pasaron a jugarse los sábados.
En la primera ronda Kashima Antlers, con un equipo que mezclaba veteranía y cantera, dominó durante la mayor parte del campeonato perseguidos al final de la misma por los Yokohama Flugels. En la segunda fase Júbilo Iwata, liderados por el futbolista Dunga, consiguieron emerger como competidores y terminaron líderes. La fase final fue el detonante de una rivalidad entre Kashima e Iwata, que disputaron una final emocionante con un 3-2 en el partido de ida (el cual requirió una prórroga) y un 0-1 en la vuelta. Así, Júbilo Iwata consiguió ganar el campeonato de liga por primera vez en su historia.
Además de la liga cabe destacar que, en noviembre de 1997, la selección de Japón consiguió la clasificación para la Copa Mundial de Fútbol de 1998 tras vencer a Irán por 2-3.

## Clasificación

### Primera fase
| Pos. | Equipo               | Pts. | PJ | G  | GPR | GDP | PPR | PDP | P  | GF | GC | Dif. | Clasificación        |
| ---- | -------------------- | ---- | -- | -- | --- | --- | --- | --- | -- | -- | -- | ---- | -------------------- |
| 1    | Kashima Antlers (Q)  | 37   | 16 | 12 | 0   | 1   | 0   | 0   | 3  | 32 | 15 | +17  | Final del Campeonato |
| 2    | Yokohama Flügels     | 35   | 16 | 11 | 1   | 0   | 0   | 0   | 4  | 35 | 16 | +19  |                      |
| 3    | Kashiwa Reysol       | 32   | 16 | 10 | 1   | 0   | 1   | 1   | 3  | 34 | 18 | +16  |                      |
| 4    | Bellmare Hiratsuka   | 28   | 16 | 8  | 2   | 0   | 0   | 0   | 6  | 25 | 20 | +5   |                      |
| 5    | Yokohama Marinos     | 28   | 16 | 7  | 3   | 1   | 0   | 0   | 5  | 31 | 31 | 0    |                      |
| 6    | Júbilo Iwata         | 26   | 16 | 8  | 1   | 0   | 3   | 0   | 4  | 32 | 21 | +11  |                      |
| 7    | Shimizu S-Pulse      | 25   | 16 | 7  | 2   | 0   | 2   | 0   | 5  | 25 | 24 | +1   |                      |
| 8    | Gamba Osaka          | 24   | 16 | 8  | 0   | 0   | 0   | 0   | 8  | 28 | 23 | +5   |                      |
| 9    | Urawa Red Diamonds   | 21   | 16 | 6  | 1   | 1   | 0   | 0   | 8  | 25 | 24 | +1   |                      |
| 10   | Sanfrecce Hiroshima  | 21   | 16 | 6  | 1   | 1   | 2   | 0   | 6  | 22 | 23 | −1   |                      |
| 11   | Cerezo Osaka         | 19   | 16 | 6  | 0   | 1   | 2   | 1   | 6  | 21 | 26 | −5   |                      |
| 12   | Nagoya Grampus Eight | 18   | 16 | 6  | 0   | 0   | 1   | 0   | 9  | 18 | 24 | −6   |                      |
| 13   | Kyoto Purple Sanga   | 18   | 16 | 6  | 0   | 0   | 1   | 1   | 8  | 19 | 32 | −13  |                      |
| 14   | Vissel Kobe          | 17   | 16 | 5  | 1   | 0   | 2   | 0   | 8  | 24 | 34 | −10  |                      |
| 15   | JEF United Ichihara  | 13   | 16 | 3  | 2   | 0   | 0   | 0   | 11 | 21 | 34 | −13  |                      |
| 16   | Verdy Kawasaki       | 10   | 16 | 2  | 2   | 0   | 1   | 2   | 9  | 16 | 27 | −11  |                      |
| 17   | Avispa Fukuoka       | 9    | 16 | 3  | 0   | 0   | 2   | 0   | 11 | 11 | 27 | −16  |                      |

 Fuente: J. League Data Site: 1997 J.LEAGUE 1st League table
Criterios de clasificación: 1) puntos; 2) diferencia de goles; 3) número de goles marcados; 4) resultados entre los equipos en cuestión.
Sistema de puntuación: Victoria = 3 puntos; Victoria en prórroga (G Pr) = 2 puntos; Victoria en penaltis (G Pe) = 1 punto; Derrota = 0 puntos

### Segunda fase
| Pos. | Equipo               | Pts. | PJ | G  | GPR | GDP | PPR | PDP | P  | GF | GC | Dif. | Clasificación        |
| ---- | -------------------- | ---- | -- | -- | --- | --- | --- | --- | -- | -- | -- | ---- | -------------------- |
| 1    | Júbilo Iwata (Q)     | 40   | 16 | 12 | 2   | 0   | 0   | 0   | 2  | 40 | 14 | +26  | Final del Campeonato |
| 2    | Gamba Osaka          | 34   | 16 | 10 | 2   | 0   | 1   | 0   | 3  | 38 | 23 | +15  |                      |
| 3    | Yokohama Marinos     | 32   | 16 | 8  | 4   | 0   | 0   | 0   | 4  | 42 | 28 | +14  |                      |
| 4    | Kashima Antlers      | 31   | 16 | 9  | 2   | 0   | 1   | 0   | 4  | 46 | 23 | +23  |                      |
| 5    | Nagoya Grampus Eight | 30   | 16 | 10 | 0   | 0   | 0   | 0   | 6  | 23 | 24 | −1   |                      |
| 6    | Shimizu S-Pulse      | 29   | 16 | 9  | 1   | 0   | 3   | 0   | 3  | 27 | 16 | +11  |                      |
| 7    | Urawa Red Diamonds   | 26   | 16 | 8  | 1   | 0   | 2   | 0   | 5  | 26 | 21 | +5   |                      |
| 8    | Cerezo Osaka         | 24   | 16 | 7  | 1   | 1   | 3   | 0   | 4  | 32 | 30 | +2   |                      |
| 9    | Bellmare Hiratsuka   | 21   | 16 | 6  | 1   | 1   | 1   | 1   | 6  | 30 | 32 | −2   |                      |
| 10   | Kashiwa Reysol       | 20   | 16 | 6  | 1   | 0   | 0   | 1   | 8  | 29 | 31 | −2   |                      |
| 11   | Yokohama Flügels     | 18   | 16 | 5  | 1   | 1   | 2   | 0   | 7  | 23 | 27 | −4   |                      |
| 12   | Verdy Kawasaki       | 16   | 16 | 4  | 2   | 0   | 0   | 0   | 10 | 22 | 38 | −16  |                      |
| 13   | Sanfrecce Hiroshima  | 15   | 16 | 5  | 0   | 0   | 2   | 0   | 9  | 21 | 27 | −6   |                      |
| 14   | JEF United Ichihara  | 15   | 16 | 3  | 3   | 0   | 3   | 1   | 6  | 22 | 32 | −10  |                      |
| 15   | Avispa Fukuoka       | 10   | 16 | 3  | 0   | 1   | 3   | 0   | 9  | 18 | 31 | −13  |                      |
| 16   | Kyoto Purple Sanga   | 9    | 16 | 3  | 0   | 0   | 2   | 1   | 10 | 21 | 38 | −17  |                      |
| 17   | Vissel Kobe          | 7    | 16 | 1  | 2   | 0   | 0   | 0   | 13 | 19 | 44 | −25  |                      |

 Fuente: J. League Data Site: 1997 J.LEAGUE 2nd League table
Criterios de clasificación: 1) puntos; 2) diferencia de goles; 3) número de goles marcados; 4) resultados entre los equipos en cuestión.

### General
| Pos. | Equipo               | Pts. | PJ | G  | GPR | GDP | PPR | PDP | P  | GF | GC | Dif. | Clasificación                                   |
| ---- | -------------------- | ---- | -- | -- | --- | --- | --- | --- | -- | -- | -- | ---- | ----------------------------------------------- |
| 1    | Júbilo Iwata (C, Q)  | 66   | 32 | 20 | 3   | 0   | 3   | 0   | 6  | 72 | 35 | +37  | Clasificado a la Copa de Clubes de Asia 1998-99 |
| 2    | Kashima Antlers (Q)  | 68   | 32 | 21 | 2   | 1   | 1   | 0   | 7  | 78 | 38 | +40  | Clasificado a la Recopa de la AFC 1998-99       |
| 3    | Yokohama Marinos     | 60   | 32 | 15 | 7   | 1   | 0   | 0   | 9  | 73 | 59 | +14  |                                                 |
| 4    | Gamba Osaka          | 58   | 32 | 18 | 2   | 0   | 1   | 0   | 11 | 66 | 46 | +20  |                                                 |
| 5    | Shimizu S-Pulse      | 54   | 32 | 16 | 3   | 0   | 5   | 0   | 8  | 52 | 40 | +12  |                                                 |
| 6    | Yokohama Flügels     | 53   | 32 | 16 | 2   | 1   | 2   | 0   | 11 | 58 | 43 | +15  |                                                 |
| 7    | Kashiwa Reysol       | 52   | 32 | 16 | 2   | 0   | 1   | 2   | 11 | 63 | 49 | +14  |                                                 |
| 8    | Bellmare Hiratsuka   | 49   | 32 | 14 | 3   | 1   | 1   | 1   | 12 | 55 | 52 | +3   |                                                 |
| 9    | Nagoya Grampus Eight | 48   | 32 | 16 | 0   | 0   | 1   | 0   | 15 | 41 | 48 | −7   |                                                 |
| 10   | Urawa Red Diamonds   | 47   | 32 | 14 | 2   | 1   | 2   | 0   | 13 | 51 | 45 | +6   |                                                 |
| 11   | Cerezo Osaka         | 43   | 32 | 13 | 1   | 2   | 5   | 1   | 10 | 53 | 56 | −3   |                                                 |
| 12   | Sanfrecce Hiroshima  | 36   | 32 | 11 | 1   | 1   | 4   | 0   | 15 | 43 | 50 | −7   |                                                 |
| 13   | JEF United Ichihara  | 28   | 32 | 6  | 5   | 0   | 3   | 1   | 17 | 43 | 66 | −23  |                                                 |
| 14   | Kyoto Purple Sanga   | 27   | 32 | 9  | 0   | 0   | 3   | 2   | 18 | 40 | 70 | −30  |                                                 |
| 15   | Verdy Kawasaki       | 26   | 32 | 6  | 4   | 0   | 1   | 2   | 19 | 38 | 65 | −27  |                                                 |
| 16   | Vissel Kobe          | 24   | 32 | 6  | 3   | 0   | 2   | 0   | 21 | 43 | 78 | −35  |                                                 |
| 17   | Avispa Fukuoka       | 19   | 32 | 6  | 0   | 1   | 5   | 0   | 20 | 29 | 58 | −29  |                                                 |

 Fuente: Suma de la primera y la segunda etapa
Criterios de clasificación: 1) puntos; 2) diferencia de goles; 3) número de goles marcados; 4) resultados entre los equipos en cuestión.

### Final
| 6 de diciembre de 1997, 15:03 (UTC+9) | Júbilo Iwata                    | 3:2 (2:2, 1:0) (t. s.) | Kashima Antlers            | Estadio Júbilo Iwata, Iwata                                 |                                                             |
|                                       | Nakayama 0', 46' · Shimizu 119' | Reporte                | Bismarck 62' · Mazinho 88' | Asistencia: 17.269 espectadores Árbitro(s): Masayoshi Okada | Asistencia: 17.269 espectadores Árbitro(s): Masayoshi Okada |

| 13 de diciembre de 1997, 19:36 (UTC+9) | Kashima Antlers | 0:1 (0:0) | Júbilo Iwata | Estadio de Kashima, Kashima                                |                                                            |
|                                        |                 | Reporte   | Nakayama 81' | Asistencia: 15.276 espectadores Árbitro(s): Leslie Mottram | Asistencia: 15.276 espectadores Árbitro(s): Leslie Mottram |

|                                  |
|                                  |
| Campeón Júbilo Iwata 1.er título |

## Premios

### Individuales
- Jugador más valioso del campeonato: Dunga (Júbilo Iwata)
- Máximo goleador: Patrick Mboma, 25 goles (Gamba Osaka)
- Mejor debutante: Atsushi Yanagisawa (Kashima Antlers)
- Mejor entrenador: João Carlos (Kashima Antlers)

### Mejor once inicial
| Posición | Futbolista         | Club               | País               |
| -------- | ------------------ | ------------------ | ------------------ |
| POR      | Tomoaki Ogami      | Júbilo Iwata       | Bandera de Japón   |
| DEF      | Naoki Soma         | Kashima Antlers    | Bandera de Japón   |
| DEF      | Masami Ihara       | Yokohama Marinos   | Bandera de Japón   |
| DEF      | Yutaka Akita       | Kashima Antlers    | Bandera de Japón   |
| MED      | Bismarck           | Kashima Antlers    | Bandera de Brasil  |
| MED      | Hidetoshi Nakata   | Bellmare Hiratsuka | Bandera de Japón   |
| MED      | Motohiro Yamaguchi | Yokohama Flugels   | Bandera de Japón   |
| MED      | Hiroshi Nanami     | Júbilo Iwata       | Bandera de Japón   |
| MED      | Dunga              | Júbilo Iwata       | Bandera de Brasil  |
| DC       | Masashi Nakayama   | Júbilo Iwata       | Bandera de Japón   |
| DC       | Patrick Mboma      | Gamba Osaka        | Bandera de Camerún |